# Riu de Foix
De Foix is een rivier in Catalonië, Spanje. Hij mondt uit in, een kleine delta op het strand van Cubelles, de Middellandse zee.
Bij het plaatsje Castellet i la Gornal is een stuwmeer gebouwd. Dit meer dient als spaarbekken om water mee op te vangen, er wordt dus geen elektriciteit mee opgewekt. Ten tijde van droogte is de hoeveelheid water die door de Foix stroomt zeer gering.